# Балков, Павел Павлович
Павел Павлович Балков (13 июня 1910, Ступины Деревеньки, Владимирская губерния — неизвестно) — советский организатор промышленности, начальник главного управления по производству нормализованных узлов и деталей общемашиностроительного применения Министерства станкостроительной и инструментальной промышленности СССР, лауреат Государственной премии СССР, инженер-капитан.

## Биография
Павел Балков родился 13 июня 1910 года в деревне Ступины Деревеньки Рыловской волости Вязниковского уезда Владимирской губернии, ныне деревня входит в муниципальное образование «Город Вязники» Вязниковского района Владимирской области.
В 1930 году вступил в ВКП(б), в 1952 году партия переименована в КПСС.
Окончил Московский авиационный институт.
С декабря 1944 по 1946 год — директор Варгашинского завода противопожарного оборудования Наркомата миномётного вооружения, посёлок Варгаши Варгашинского района Курганской области. В 1944 году вышло постановление Государственного комитета обороны СССР «О восстановлении производства средств пожаротушения» и завод разработал конструкцию открытого типа на шасси ЗИС-5 с большим запасом воды и передним расположением насоса ПМ-1200, которой была присвоена марка ПМЗ-7. В 1945 году завод начал серийный выпуск пожарных машин ПМЗ-7 и автоцистерн для перевозки бензина АБЦ-43.
С 1950 по 1956 год — директор строящегося Лысьвенского турбогенераторного завода (Пермская область). Руководил строительством главного корпуса завода, кузнечно-сварочного, литейного, деревообрабатывающего цехов, кислородно-компрессорной станции, линии электропередач Чусовой — Лысьва, ТЭЦ, железнодорожной ветки от станции Лысьва до завода. 
1 августа 1953 года Лысьвенский турбогенераторный завод начал давать первую продукцию: синхронные электродвигатели для воздушных компрессоров.
С 1954 году начался выпуск гидрогенераторов. Были построены жилой массив в посёлке ТГЗ, школа на 440 учащихся. Было начато изготовление товаров народного потребления — утюгов, пользовавшихся большим спросом.
С 1956 по 1962 год — директор и начальник особого конструкторского бюро машиностроительного завода в городе Одессе Одесской области Украинской ССР, начальник управления машиностроения Одесского совнархоза. В 1962—1965 годах заместитель председателя Черноморского совнархоза.
После ликвидации совнархозов — начальник главного управления по производству нормализованных узлов и деталей общемашиностроительного применения Министерства станкостроительной и инструментальной промышленности СССР, Всесоюзного промышленного объединения по производству нормализованных узлов и деталей общемашиностроительного применения (1965—1984).
С 1984 года — персональный пенсионер союзного значения.
В 1985 году проживал по адресу: 121151, город Москва, Резервный проезд, д. 2/8, кв. 248.
Дальнейшая судьба неизвестна.

## Награды
- Лауреат Государственной премии СССР
- Заслуженный машиностроитель РСФСР, 1980 год
- Орден «Знак Почёта», дважды: 16 сентября 1945 года[4]; 17 июня 1961 года
- Медаль «За оборону Москвы»
- Другие награды

## Сочинения
- Алмазы обрабатывают металл [Текст] / П. П. Балков, К. М. Маненков. — Одесса : Маяк, 1965. — 52 с. : ил.; 20 см.
- Балков П. П. / / Завод — моя судьба : воспоминания ветеранов турбогенерат. завода. — Лысьва, 1990. — С. 22—26.
- Балков П. П. / / К истории Лысьвенской городской партийной организации : из воспоминаний ветеранов. — Лысьва, 1987. — Т. 1.